# L'era glaciale 4: Continenti alla deriva - Giochi polari
L'era glaciale 4: Continenti alla deriva - Giochi polari (Ice Age: Continental Drift – Arctic Games) è un videogioco basato sul film d'animazione L'era glaciale 4 - Continenti alla deriva, pubblicato dalla Activision Publishing e sviluppato dalla Behaviour Interactive. Il gioco è stato reso disponibile il 10 luglio 2012 per Wii, Nintendo 3DS, Nintendo DS e Kinect per Xbox 360.